# Yōsuke Kataoka
Yōsuke Kataoka (片岡 洋介?, Kataoka Yōsuke; Saitama, 26 maggio 1982) è un ex calciatore giapponese, di ruolo difensore.